# Eparchie romenská
Eparchie Romny je eparchie ukrajinské pravoslavné církve Moskevského patriarchátu.

## Území a titul biskupa
Zahrnuje správní hranice území Buryňského, Lypovodolynského, Nedryhajlivského a Romenského rajónu Sumské oblasti.
Eparchiálnímu biskupovi náleží titul biskup romenský a buryňský.

## Historie
V letech 1927–1931 existoval romenský vikariát poltavské eparchie.
Dne 25. září 2013 Svatý synod Ukrajinské pravoslavné církve zřídil samostatnou romenskou eparchii.

## Seznam biskupů

### Romenský vikariát poltavské eparchie
- 1928–1931 Mykolaj (Pyrskyj)

### Eparchie romenská
- 2013–2022 Iosif (Maslennikov)
  - 2022–2022 Roman (Kymovyč) dočasný správce
- od 2022 Tychon (Sofijčuk)